# Limburg (hannoversches Patriziergeschlecht)
Limburg oder Limborch war eine seit dem Mittelalter in Hannover bekannte Rats- und Kaufmannsfamilie.
Unter den im 15. Jahrhundert in der Stadt bekannten 25 Ratsfamilien zählten die Limburgs zugleich zu den neun im Handel tätigen Kaufmannsfamilien, die alle miteinander verwandt oder verschwägert waren. Dazu zählte das Patriziergeschlecht Volger, die Adelsfamilie von Anderten, Idensen, von Lude, Meiger, Schacht, vom Sode und Türke.
Zu den bekannten Persönlichkeiten der Familie Limburg zählen zwei Bürgermeister von Hannover mit den Amtsperioden
- 1465–1490: Cord Limburg
- 1518–1524: Gerd Limburg[3]

## Limburger Chor
In der Marktkirche Hannover wurde der nördlich gelegene Nebenchor als „Türckenchor“ bezeichnet, weil dort die Erbbegräbnisse der Familie Türke lagen. Der südliche Nebenchor wurde als Limburgischer Chor bezeichnet, da dort die Erbbegräbnisse der Familie Limburg eingerichtet worden waren.

## Limburgstraße
Die im Jahr 1897 im heutigen Stadtteil Hannover-Mitte angelegte Limburgstraße erinnert an die Ratsfamilie von Limburg.